# Bělá pod Bezdězem
Bělá pod Bezdězem är en stad i Tjeckien. Den är belägen i regionen Mellersta Böhmen, i den centrala delen av landet, 50 km nordost om huvudstaden Prag. Bělá pod Bezdězem ligger 297 meter över havet och antalet invånare är 4 855.
Terrängen runt Bělá pod Bezdězem är platt. Runt Bělá pod Bezdězem är det tätbefolkat, med 276 invånare per kvadratkilometer. Närmaste större samhälle är Mladá Boleslav, 12,2 km sydost om Bělá pod Bezdězem. Trakten runt Bělá pod Bezdězem består till största delen av jordbruksmark.
Trakten ingår i den hemiboreala klimatzonen. Årsmedeltemperaturen i trakten är 8 °C. Den varmaste månaden är juli, då medeltemperaturen är 20 °C, och den kallaste är januari, med −8 °C.